# Rodrigo Echeverría
Rodrigo Eduardo Echeverría Sáez (Santiago, 7 de abril de 1995) es un futbolista chileno que se desempeña como defensor central o volante de contención y actualmente se encuentra en el León de la Primera División de México.

## Trayectoria

### Universidad de Chile
Formado en las divisiones inferiores de Universidad de Chile, su debut con el primer equipo laico se produjo el 9 de septiembre de 2012, ingresando a los 74' de juego en el empate 2 a 2 frente a Santiago Wanderers, compromiso válido por la Copa Chile de aquel año. Posteriormente, destacó en la categoría Sub-19 y en el año 2014 fue ascendido definitivamente al primer equipo.

### Iberia
Al no tener continuidad en el cuadro azul, en mayo de 2015 fue enviado a préstamo a Deportes Iberia por un temporada, cuadro que en aquel entonces militaba en la Primera B de Chile, segunda categoría del fútbol chileno. En dicho club, logró gran regularidad y destacadas actuaciones que le valieron una serie de elogios. Disputó 31 partidos y anotó 7 goles durante la Primera B 2015-16, sumado a otros 5 compromisos de Copa Chile.

### Everton
En junio de 2016, es presentado como nuevo refuerzo de Everton, incorporándose al conjunto oro y cielo en calidad de préstamo por una temporada desde el club dueño de su pase, Universidad de Chile. Tiene una destacada actuación en el conjunto viñamarino, consagrándose en el equipo con su anotación el 15 de octubre de 2016 frente a Santiago Wanderers en la edición centenaria del Clásico porteño, gol con el cual Everton vuelve a derrotar por segundo año consecutivo a su clásico rival como visitante en el Estadio Elías Figueroa Brander, sin embargo, en ese estadio fue la primera vez en 36 años que lograron derrotarlo por partidos de Primera División.

### Regreso a Universidad de Chile
En junio de 2017, luego de terminar su préstamo, regresa a Universidad de Chile. Tras obtener una mayor regularidad, en diciembre de 2019 no logra un acuerdo para renovar su contrato con el conjunto laico.

### Segundo paso por Everton
El 14 de diciembre de 2019 es anunciado su regreso a Everton, luego de quedar libre. En el conjunto ruletero logró un gran nivel, que lo llevó a ser pieza clave del equipo, con un nivel que inclusive lo llevó a ser nominado a la selección adulta, además de constantes rumores sobre una posible transferencia al fútbol extranjero.

### Huracán
El 4 de agosto de 2023 se anuncia su cesión a Huracán de la Primera División de Argentina, en un contrato hasta fines de la temporada, con opción de compra.

## Selección nacional

### Selecciones menores
Fue parte de la selección chilena sub-20 que disputó el Sudamericano Sub-20 de 2015 en Uruguay, certamen en el cual disputó cuatro partidos como defensor central, todos como titular, anotando dos goles, primero ante Venezuela, en la fecha 2, y posteriormente contra los anfitriones, en la jornada 4. Lamentablemente, su selección fue eliminada en primera ronda, luego de cosechar tres derrotas y una victoria, ubicándose el último lugar del Grupo B.

#### Participaciones en Sudamericanos
| Competencia                 | Sede    | Resultado    | PJ | Goles |
| --------------------------- | ------- | ------------ | -- | ----- |
| Sudamericano Sub-20 de 2015 | Uruguay | Primera fase | 4  | 2     |

### Selección absoluta
Gracias a sus destacadas actuaciones en la serie juvenil de Universidad de Chile, fue considerado por Jorge Sampaoli dentro del grupo de sparring que viajaron a Brasil para participar de la preparación de la Selección nacional de cara a la Copa Mundial de 2014.
El día 6 de noviembre de 2020, fue incluido en la nómina dada a conocer por la ANFP para disputar los partidos eliminatorios frente a Perú y Venezuela.

#### Participaciones en Clasificatorias a Copas del Mundo
| Eliminatorias                   | País       | Resultado   | Posición | Partidos | Goles |
| ------------------------------- | ---------- | ----------- | -------- | -------- | ----- |
| Eliminatorias a Catar 2022      | Sudamérica | Eliminado   | 7°       | 1        | 0     |
| Eliminatorias Norteamérica 2026 | Sudamérica | Por definir | 9°       | 11       | 0     |

#### Copa América 2024
Fue nominado por Ricardo Gareca para disputar la Copa América 2024.

#### Participaciones en Copa América
| Torneo            | Sede           | Resultado      | Partidos | Goles | Asist. |
| ----------------- | -------------- | -------------- | -------- | ----- | ------ |
| Copa América 2024 | Estados Unidos | Fase de grupos | 3        | 0     | 0      |

### Partidos internacionales
Actualizado hasta el 19 de noviembre de 2024.
| Partidos internacionales | Partidos internacionales | Partidos internacionales                                       | Partidos internacionales | Partidos internacionales | Partidos internacionales | Partidos internacionales | Partidos internacionales | Partidos internacionales | Partidos internacionales          |
| N.º                      | Fecha                    | Estadio                                                        | Local                    | Resultado                | Visitante                | Goles                    | Asist.                   | DT                       | Competición                       |
| ------------------------ | ------------------------ | -------------------------------------------------------------- | ------------------------ | ------------------------ | ------------------------ | ------------------------ | ------------------------ | ------------------------ | --------------------------------- |
| 1                        | 13 de noviembre de 2020  | Estadio Nacional, Santiago, Chile                              | Chile                    | 2-0                      | Perú                     |                          |                          | Reinaldo Rueda           | Clasificatorias Catar 2022        |
| 2                        | 11 de junio de 2023      | Estadio Ester Roa Rebolledo, Concepción, Chile                 | Chile                    | 3-0                      | Cuba                     | Anotado                  |                          | Eduardo Berizzo          | Amistoso                          |
| 3                        | 8 de septiembre de 2023  | Estadio Centenario, Montevideo, Uruguay                        | Uruguay                  | 3-1                      | Chile                    |                          |                          | Eduardo Berizzo          | Clasificatorias Norteamérica 2026 |
| 4                        | 12 de septiembre de 2023 | Estadio Monumental, Santiago, Chile                            | Chile                    | 0-0                      | Colombia                 |                          |                          | Eduardo Berizzo          | Clasificatorias Norteamérica 2026 |
| 5                        | 12 de octubre de 2023    | Estadio Monumental, Santiago, Chile                            | Chile                    | 2-0                      | Perú                     |                          |                          | Eduardo Berizzo          | Clasificatorias Norteamérica 2026 |
| 6                        | 17 de octubre de 2023    | Estadio Monumental, Maturín, Venezuela                         | Venezuela                | 3-0                      | Chile                    |                          |                          | Eduardo Berizzo          | Clasificatorias Norteamérica 2026 |
| 7                        | 16 de noviembre de 2023  | Estadio Monumental, Santiago, Chile                            | Chile                    | 0-0                      | Paraguay                 |                          |                          | Eduardo Berizzo          | Clasificatorias Norteamérica 2026 |
| 8                        | 21 de noviembre de 2023  | Estadio Rodrigo Paz Delgado, Quito, Ecuador                    | Ecuador                  | 1-0                      | Chile                    |                          |                          | Nicolás Córdova          | Clasificatorias Norteamérica 2026 |
| 9                        | 22 de marzo de 2024      | Estadio Ennio Tardini, Parma, Italia                           | Albania                  | 0-3                      | Chile                    |                          |                          | Ricardo Gareca           | Amistoso                          |
| 10                       | 26 de marzo de 2024      | Stade Vélodrome, Marsella, Francia                             | Francia                  | 3-2                      | Chile                    |                          |                          | Ricardo Gareca           | Amistoso                          |
| 11                       | 11 de junio de 2024      | Estadio Nacional, Santiago, Chile                              | Chile                    | 3-0                      | Paraguay                 |                          |                          | Ricardo Gareca           | Amistoso                          |
| 12                       | 21 de junio de 2024      | AT&T Stadium, Arlington, Estados Unidos                        | Perú                     | 0-0                      | Chile                    |                          |                          | Ricardo Gareca           | Copa América 2024                 |
| 13                       | 25 de junio de 2024      | MetLife Stadium, East Rutherford, Estados Unidos               | Chile                    | 0-1                      | Argentina                |                          |                          | Ricardo Gareca           | Copa América 2024                 |
| 14                       | 29 de junio de 2024      | Inter&Co Stadium, Orlando, Estados Unidos                      | Canadá                   | 0-0                      | Chile                    |                          |                          | Ricardo Gareca           | Copa América 2024                 |
| 15                       | 5 de septiembre de 2024  | Estadio Monumental, Buenos Aires, Argentina                    | Argentina                | 3-0                      | Chile                    |                          |                          | Ricardo Gareca           | Clasificatorias Norteamérica 2024 |
| 16                       | 10 de octubre de 2024    | Estadio Nacional, Santiago, Chile                              | Chile                    | 1-2                      | Brasil                   |                          |                          | Ricardo Gareca           | Clasificatorias Norteamérica 2024 |
| 17                       | 15 de octubre de 2024    | Estadio Metropolitano Roberto Meléndez, Barranquilla, Colombia | Colombia                 | 4-0                      | Chile                    |                          |                          | Ricardo Gareca           | Clasificatorias Norteamérica 2024 |
| 18                       | 15 de noviembre de 2024  | Estadio Monumental "U", Lima, Perú                             | Perú                     | 0-0                      | Chile                    |                          |                          | Ricardo Gareca           | Clasificatorias Norteamérica 2024 |
| 19                       | 19 de noviembre de 2024  | Estadio Nacional, Santiago, Chile                              | Chile                    | 4-2                      | Venezuela                |                          |                          | Ricardo Gareca           | Clasificatorias Norteamérica 2024 |
| Total                    | Total                    | Presencias                                                     | Presencias               | 19                       | Goles                    | 1                        |                          |                          |                                   |

| Selección chilena | Selección chilena | Selección chilena | Selección chilena |
| Año               | Partidos          | Goles             |                   |
| ----------------- | ----------------- | ----------------- | ----------------- |
| 2020              | 1                 | 0                 |                   |
| 2023              | 7                 | 1                 |                   |
| 2024              | 11                | 0                 |                   |
| Total             | 19                | 1                 |                   |

## Estadísticas
| Club                         |               | Temporada     | Liga  | Liga  | Copas nacionales | Copas nacionales | Torneos internacionales | Torneos internacionales | Total | Total |
| Club                         | Part.         | Temporada     | Goles | Part. | Goles            | Part.            | Goles                   | Part.                   | Goles |       |
| ---------------------------- | ------------- | ------------- | ----- | ----- | ---------------- | ---------------- | ----------------------- | ----------------------- | ----- | ----- |
| Universidad de Chile · Chile | 1.ª           | 2012          | —     | —     | 1                | 0                | —                       | —                       | 1     | 0     |
| Universidad de Chile · Chile | 1.ª           | 2013          | —     | —     | —                | —                | —                       | —                       | 0     | 0     |
| Universidad de Chile · Chile | 1.ª           | 2013-14       | —     | —     | —                | —                | —                       | —                       | 0     | 0     |
| Universidad de Chile · Chile | 1.ª           | 2014-15       | —     | —     | —                | —                | —                       | —                       | 0     | 0     |
| Deportes Iberia · Chile      | 2.ª           |               |       |       |                  |                  |                         |                         |       |       |
| Deportes Iberia · Chile      | 2.ª           | 2015-16       | 31    | 7     | 5                | 0                | —                       | —                       | 36    | 7     |
| Deportes Iberia · Chile      | Total club    | Total club    | 31    | 7     | 5                | 0                | 0                       | 0                       | 36    | 7     |
| Everton · Chile              | 1.ª           |               |       |       |                  |                  |                         |                         |       |       |
| Everton · Chile              | 1.ª           | 2016-17       | 28    | 4     | 8                | 0                | 2                       | 0                       | 38    | 4     |
| Universidad de Chile · Chile | 1.ª           | 2017          | 7     | 0     | 4                | 0                | —                       | —                       | 11    | 0     |
| Universidad de Chile · Chile | 1.ª           | 2018          | 20    | 0     | 4                | 0                | 5                       | 0                       | 29    | 0     |
| Universidad de Chile · Chile | 1.ª           | 2019          | 14    | 0     | 5                | 0                | 2                       | 0                       | 21    | 0     |
| Universidad de Chile · Chile | Total club    | Total club    | 41    | 0     | 14               | 0                | 7                       | 0                       | 62    | 0     |
| Everton · Chile              | 1.ª           | 2020          | 28    | 3     | —                | —                | —                       | —                       | 28    | 3     |
| Everton · Chile              | 1.ª           | 2021          | 30    | 1     | 8                | 3                | —                       | —                       | 38    | 4     |
| Everton · Chile              | 1.ª           | 2022          | 29    | 4     | 2                | 0                | 8                       | 2                       | 39    | 6     |
| Everton · Chile              | 1.ª           | 2023          | 18    | 3     | 2                | 1                | —                       | —                       | 20    | 4     |
| Everton · Chile              | Total club    | Total club    | 133   | 15    | 20               | 4                | 10                      | 2                       | 163   | 21    |
| Huracán Argentina            | 1.ª           | 2023          | —     | —     | 15               | 1                | —                       | —                       | 15    | 1     |
| Huracán Argentina            | 1.ª           | 2024          | 24    | 3     | 17               | 0                | —                       | —                       | 41    | 3     |
| Huracán Argentina            | Total club    | Total club    | 24    | 3     | 32               | 1                | 0                       | 0                       | 56    | 4     |
| León · México                | 1.ª           | 2025          | 9     | 3     | —                | —                | —                       | —                       | 9     | 3     |
| León · México                | Total club    | Total club    | 9     | 3     | 0                | 0                | 0                       | 0                       | 9     | 3     |
| Total carrera                | Total carrera | Total carrera | 238   | 28    | 71               | 5                | 17                      | 2                       | 326   | 35    |
| 1. 2. 3.                     |               |               |       |       |                  |                  |                         |                         |       |       |

## Palmarés

### Campeonatos nacionales
| Título     | Club                 | País  | Año     |
| ---------- | -------------------- | ----- | ------- |
| Copa Chile | Universidad de Chile | Chile | 2012-13 |